# 池田ヒトシ
池田 ヒトシ（いけだ ひとし、1958年1月13日 - ）は、日本の男性俳優、声優。新潟県出身。
現在はスターダス・21 Neu

## 出演作品

### テレビ
- アウトバーン マル暴の女刑事・八神瑛子　副署長 役
- 金曜エンタテイメント 園長先生は名探偵（フジテレビ）
- 水曜ミステリー9 農家の嫁は弁護士!神谷純子のふるさと事件簿
- カラマーゾフの兄弟　第4話 - 池田 役
- 男装の麗人〜川島芳子の生涯〜　(テレビ朝日)
- 浮浪雲　正作 役　(TBS木曜ドラマ)
- 早海さんと呼ばれる日　第6話
- パンドラⅡ飢餓列島　第6話
- ひだまりの場所　BeeTV
- 密愛 2.26に散った恋（日本テレビ　水曜グランドロマン  ） - 遠藤 役
- 誘惑　(TBS金曜ドラマ)-　奥山隆　役
- ラッキーセブン (テレビドラマ) 第5話（フジテレビ）
- ルビコンの決断（テレビ東京）
- 〜プリウスをつくった男たち〜（2009年7月23日）
- 石川遼を獲得せよ!〜知られざる大逆転 ヨネックスの決断〜（2009年10月8日）
- 歴史仮想ミステリー　if...日本はこう動いた！BS朝日　-　織田信長 役
- 相棒 season20 第5話「光射す」（2021年11月10日） - 東 役
- ゴシップ#彼女が知りたい本当の○○ 第1話（2022年1月6日、フジテレビ）
- JKと六法全書 第3話（2024年5月3日、テレビ朝日） - 記者 役[1]

### 映画
- CUT  アミール・ナデリ 監督
- 恋するイノセントマン　　和泉義晴監督　呉信夫役
- 散歩する侵略者  　黒沢清 監督
- 植物図鑑  　　　三木康一郎 監督
- 地獄プロレス　高橋巌監督 堀越役

### 舞台
- ウーマンズアイズ（作：ルイス・ナウラ、演出：和田喜夫）
- イヴの眠る海（演出：永元絵里子）
- サナギ（演出：永元絵里子）
- ダーウィンへの最期のタクシー（演出：和田喜夫）
- ダニーと紺碧の海（演出：オナダフリホック）
- タンゴ・冬の終わりに 作：清水邦夫　演出：田島一成　（2000年王子小劇場 最優秀主演男優賞受賞）
- 白蘭（作・演出：連城三紀彦）1990年直木賞作家 主演
- 花札伝奇（作：寺山修司　演出：岸田理生）
- ハノーヴァの肉屋（作：岸田理生　演出：和田喜夫）
- Blood Relations 〜血のつながり〜 （作：シャロンポロック　演出：藤本剛）
- レインボーズ・エンド（演出：和田喜夫）
- あたま山心中 散ル、散ル、満チル（演出：クリタイクコ）[2]

### テレビアニメ
- COBRA THE ANIMATION（2010年、テン）
- リトルウィッチアカデミア（2017年、執事）
- ルパン三世 PART5（2018年、プトン中尉）

### 吹き替え

#### 映画（吹き替え）
- 悪魔のいけにえ（コック〈ジム・シードー〉）※BD版
- ウォーロード/男たちの誓い（ホー・クイ将軍）
- エグザイル 戦慄の絆
- エル・チカーノ レジェンド・オブ・ストリート・ヒーロー ヘス-ス役
- クリード チャンプを継ぐ男
- シャーロック・ホームズ シャドウ ゲーム（ホフマンスタール医師）
- スティーヴ・オースティン ザ・ハンティング（リー〈エリック・ロバーツ〉）
- 大統領の料理人（ダヴィッド・アズレ〈イポリット・ジラルド〉）
- ダウントン・アビー (映画)（ジョセフ・モールズリー〈ケヴィン・ドイル（英語版）〉[3]）
  - ダウントン・アビー/新たなる時代へ[4]
- デイアフター2020 -首都大凍結-（スティーブン〈ベン・クロス〉）
- 42 〜世界を変えた男〜
- ミレニアム ドラゴン・タトゥーの女
- ムーンライズ・キングダム
- ラム・ダイアリー    (ドノヴァン)
- ロボット

#### ドラマ
- iCarly
- アクエリアス 刑事サム・ホディアック（ケン・カーン〈ブライアン・F・オバーン〉）
- ALPHAS/アルファズ
- アンフォゲッタブル 完全記憶捜査
- ER XV 緊急救命室（ラッセル・バンフィールド〈コートニー・B・ヴァンス〉）
- イ・サン
- インジャスティス 〜法と正義の間で〜
- WITHOUT A TRACE/FBI 失踪者を追え! シーズン5、6、7
- NCIS:LA 〜極秘潜入捜査班（プロドマ博士）
- NCIS 〜ネイビー犯罪捜査班
- エンド・オブ・トゥモロー シーズン1、2（ベーカー）
- 王女の男（イ・ゲ）
- オクニョ 運命の女（ヤン・ドング）
- 風の国
- 奇皇后（高麗の先王）
- グッド・ワイフ
- クリミナル・マインド FBI行動分析課
- クローザー4（トム）
- コバート・アフェア シーズン2
- ザ・ホワイトハウス シーズン6、7（サリバン）
- 三国志（許攸）
- SHERLOCK（シャーロック）
- SMASH（フランク・ヒューストン〈ブライアン・ダーシー・ジェームズ〉）
- 製パン王 キム・タック
- 善徳女王 （セジョン）
- ダウントン・アビー（モールズリー〈ケヴィン・ドイル〉）
- ディフェンダーズ 闘う弁護士（ドニー）
- デスパレートな妻たち
- 鉄の王 キム・スロ（村長）
- トンイ（イム・サンヒョン）
- ド・ゴールとチャーチル～ナチス・ドイツフランス侵攻の30日～（ルカ）
- PERSON of INTEREST 犯罪予知ユニット（パトリック・シモンズ〈ロバート・ジョン・バーク〉）
- ハリーズ・ロー 裏通り法律事務所（デニス）
- 反撃のレスキュー・ミッション（ブラットン）
- HAWAII FIVE-0（リーヴズ、プロドマ博士）
- 不滅の恋人 大君〜愛を描く
- ブレイキング・バッド（ヘクター サラマンカ）
- プライミーバル3
- ベター・コール・ソウル（ヘクター）
- ヘヴィメタル・クロニクル（スタンリー・サマーズ〈ドミニク・ピノン〉[5]）
- 弁護士イーライのふしぎな日常（エーゴン）
- ボードウォーク・エンパイア2 欲望の街
- ミディアム6、7 霊能者アリソン・デュボア
- ミレニアム（ハンス＝エリック・ヴェンネルストレム）
- ミルドレッド・ピアース 幸せの代償
- 名探偵ポワロ マギンティ夫人は死んだ（ジョニー・サマーヘイズ）
- 名探偵モンク6、7
- モーターシティ（ハドソン博士）
- ユーリカ シーズン4
- ライ・トゥ・ミー 嘘は真実を語る（ブライアン）
- ラコニア号 知られざる戦火の奇跡（スティール）
- LAW&ORDER:クリミナル・インテント
- レバレッジ 〜詐欺師たちの流儀2（カジック）
- 私はラブ・リーガル（リチャード）

### ボイスオーバー
- Underwater Universe コスタス・シノキラス
- BBC地球伝説　オーロラを見た 北極圏&ノルウェーを行く（BS朝日） トール
- BBC地球伝説 〜北京〜（BS朝日）第1・2部　チンギス・ハン
- 未確認モンスターを追え　ヒストリーチャンネル（CS）

### ナレーション
- アリコジャパン（テレビCM）
- ケーズデンキ
- テング　ビーフジャーキー
- 日経CNBC「INNOVATION PLUS 」『手島精管』
- 日経CNBC「INNOVATION PLUS 」『エニシアホールディングス』
- 日経CNBC「INNOVATION PLUS」『栗原眼科医院』

### ゲーム
- 龍が如く 極   松重役